# Cryptographis brevilinealis
Cryptographis brevilinealis là một loài bướm đêm trong họ Crambidae.